# Tazana Kamanga-Dyrbak
Tazana Mikkel Kamanga-Dyrbak (* 12. Januar 2002) ist ein dänisch-kenianischer Leichtathlet, der sich auf die Kurzsprintstrecken spezialisiert hat.

## Leben
Tazana Kamanga-Dyrbak wurde als einer von zwei Söhnen eines Dänen und einer Sambierin geboren. Der Vater arbeitete in der Ölindustrie, im Bereich des Immobilienwesens und zeitweise auch im Diplomatischen Dienst Dänemarks, die Mutter war als Sicherheitsberaterin der britischen Regierung tätig. Den Großteil ihres Lebens verbrachten die Söhne in Kenia, in Dänemark hatten sie nie gelebt. Kamanga-Dyrbaks Muttersprache ist Englisch. Dänisch lernte er durch seinen Vater, wobei er es nicht fließend spricht. Die Familie lebte unter anderem auch in Tansania, Uganda, Nigeria, Ghana und England. Mit 15 Jahren begann er vergleichsweise spät mit der Leichtathletik. Zuvor betrieb er Rugby, musste die Sportart aufgrund einer Verletzung allerdings aufgeben. Er lebt und trainiert in Kenia.

## Sportliche Laufbahn
Kamanga-Dyrbak sammelte ab 2017 erste Wettkampferfahrung in den Sprintdisziplinen. Im August siegte er über 100 Meter bei den Dänischen U16-Meisterschaften. 2018 steigerte er sich auf eine Zeit von 10,65 s über 100 Meter. Im Juli nahm er anschließend über 100 und über 200 Meter an den U18-Europameisterschaften in Győr teil. Zunächst zog er im 100-Meter-Lauf in das Finale ein und belegte den sechsten Platz. Nur einen Tag später bestritt er das Finale der 200 Meter und verpasste mit einer Zeit von 21,15 s als Vierter die Medaillenränge nur knapp. Im August blieb er über 200 Meter erstmals unter der Marke von 21 Sekunden und qualifizierte sich damit für die Teilnahme an den Olympischen Jugendspielen in Buenos Aires. Dort waren insgesamt zwei Läufe über jeweils 200 Meter zu bestreiten, wobei die Laufzeiten addiert wurde. Nach der Addition landete er am Ende auf dem vierten Platz. 2019 nahm er in Baku am Europäischen Olympischen Jugendfestival teil. Im Vorlauf der 100 Meter verbesserte er sich auf 10,50 s und wurde im Finale schließlich Vierter. Zwei Tage später gewann er Silber im 100-Meter-Lauf.
2020 wurde Kamanga-Dyrbak jeweils Dänischer Vizemeister über 100 und über 200 Meter. Im September steigerte er seine 100-Meter-Bestzeit auf 10,39 s. 2021 lief er in Lusaka eine Zeit von 20,48 s über 200 Meter und verbesserte damit den dänischen Rekord, den Jens Smedegaard 1979 aufstellte, um vier Hundertstelsekunden. Anfang Mai war er Teil der dänischen 4-mal-100-Meter-Staffel, die bei den World Athletics Relays in Polen an den Start ging. Bereits im Vorlauf stellte man mit einer Zeit von 39,06 s einen neuen Nationalrekord auf. Im Finale landete das Quartett schließlich auf dem vierten Platz. Mit der Staffel qualifizierte er sich auch für die Olympischen Sommerspiele in Tokio. Im Vorlauf verbesserte man den Nationalrekord aus dem Mai auf 38,16 s, verpasste mit dem zehnten Platz dennoch knapp den Finaleinzug. Wenige Wochen später trat er in Nairobi bei den U20-Weltmeisterschaften an und wurde Fünfter über 200 Meter. 2023 trat Kamanga-Dyrbak bei den Leichtathletik-U23-Europameisterschaften im finnischen Espoo an. Im 200-Meter-Lauf erreichte er das Halbfinale, mit der dänischen Sprintstaffel schied er nach den Vorläufen aus.

## Wichtige Wettbewerbe
| Jahr                 | Veranstaltung                           | Ort                  | Platz                | Disziplin            | Zeit                               |
| Startet für Dänemark | Startet für Dänemark                    | Startet für Dänemark | Startet für Dänemark | Startet für Dänemark | Startet für Dänemark               |
| -------------------- | --------------------------------------- | -------------------- | -------------------- | -------------------- | ---------------------------------- |
| 2018                 | U18-Europameisterschaften               | Győr                 | 6.                   | 100 m                | 10,78 s                            |
| 2018                 | U18-Europameisterschaften               | Győr                 | 4.                   | 200 m                | 21,51 s                            |
| 2018                 | Olympische Jugendspiele                 | Buenos Aires         | 4.                   | 200 m                | 21,15 s (Bestzeit aus zwei Läufen) |
| 2019                 | Europäisches Olympisches Jugendfestival | Baku                 | 4.                   | 100 m                | 10,55 s                            |
| 2019                 | Europäisches Olympisches Jugendfestival | Baku                 | 2.                   | 200 m                | 21,15 s                            |
| 2021                 | World Athletics Relays                  | Chorzów              | 4.                   | 4 × 100 m            | 39,56 s                            |
| 2021                 | World Athletics Relays                  | Chorzów              |                      | 4 × 200 m            | DNF                                |
| 2021                 | Olympische Sommerspiele                 | Tokio                | 10.                  | 4 × 100 m            | 38,16 s                            |
| 2021                 | U20-Weltmeisterschaften                 | Nairobi              | 5.                   | 200 m                | 20,58 s                            |

## Persönliche Bestleistungen
Freiluft
- 100 m: 10,22 s, 31. Juli 2022, Sestriere
- 200 m: 20,48 s, 11. April 2021, Lusaka; (dänischer Rekord)